# Morimus verecundus murzini
Morimus verecundus murzini es una especie de escarabajo longicornio perteneciente al género Morimus, categorizada en la tribu Lamiini, de la subfamilia Lamiinae. Fue descrita por Danilevsky en 2019.
El período de actividad en los ejemplares adultos se presenta en el mes de junio.

## Descripción
Mide 17,8-31 mm de longitud.

## Distribución
Se distribuye por Asia: en Irán.